# تي في آر تي 350
تي في آر تي 350 (بالإنجليزية: TVR T350)‏ هي سيارة من تصنيع شركة تي في آر.